# Pabilsag

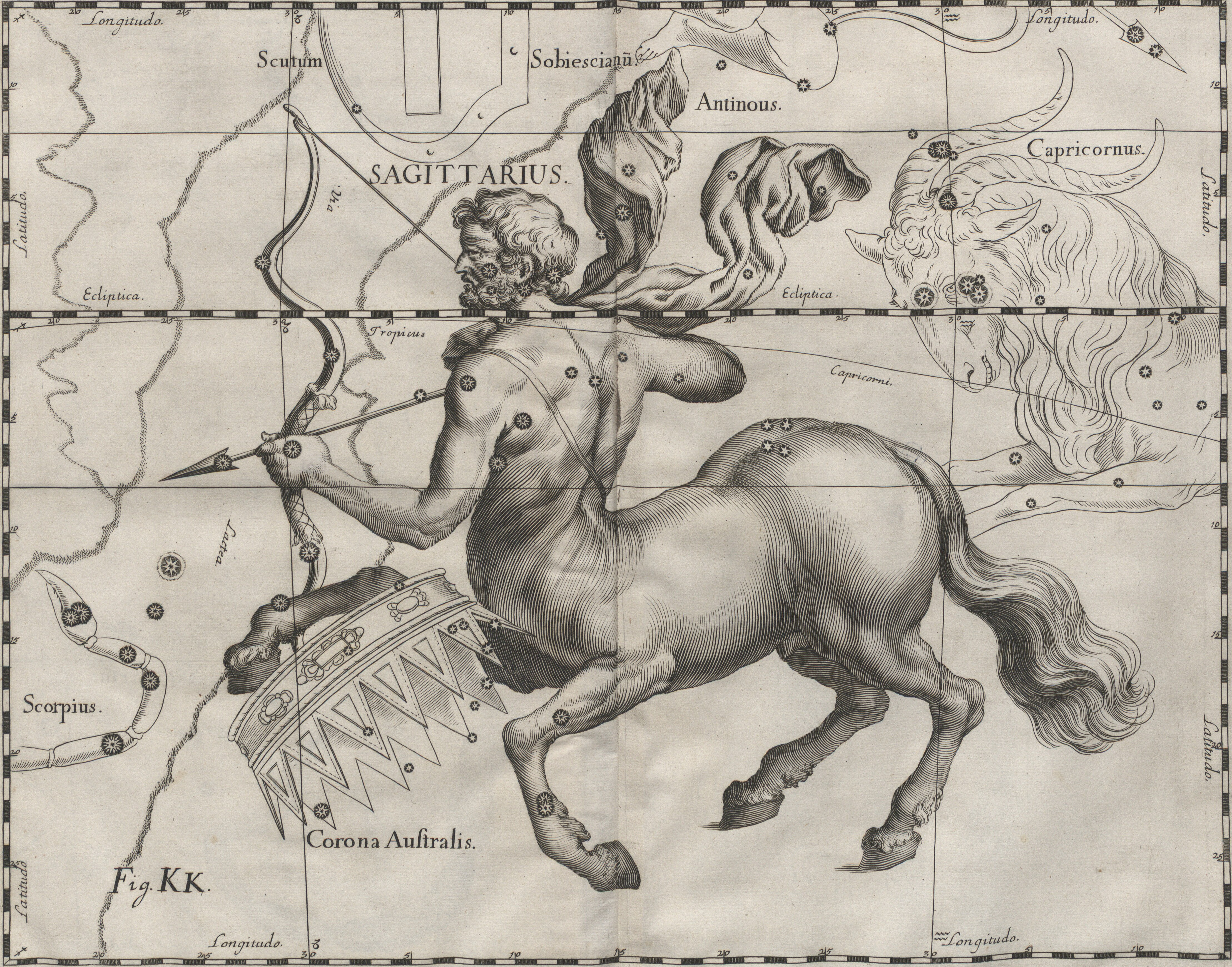
Sagitarius

Pabilsag est une divinité mineure de la Mésopotamie antique, plus précisément du pays de Sumer.
Le culte de Pabilsag est attesté depuis l'époque des dynasties archaïques, au IIIe millénaire av. J.-C. C'est la divinité tutélaire de la ville de Larak. Sa personnalité est assez obscure, essentiellement définie par ses liens avec deux autres divinités : le grand dieu Enlil, son père, et sa parèdre la déesse Ninisinna/Gula, patronne de la médecine. Un texte sumérien relate d'ailleurs son voyage dans la ville de Nippur, où se trouve le grand temple de son père. Il est progressivement rapproché du dieu Ninurta, autre fils d'Enlil, avec lequel il tend à se confondre à partir du début du IIe millénaire av. J.-C.
Au Ier millénaire av. J.-C., Pabilsag se voit attribuer la constellation correspondant à celle du Sagittaire, l'iconographie le représentant d'ailleurs sous la forme d'une sorte de centaure, avec un corps de cheval (parfois avec une queue de scorpion) et un tronc humain.